# قنیطره (اردن)
قنیطره یک منطقهٔ مسکونی در اردن است که در استان امان واقع شده‌است.